# Pál levele Filemonhoz

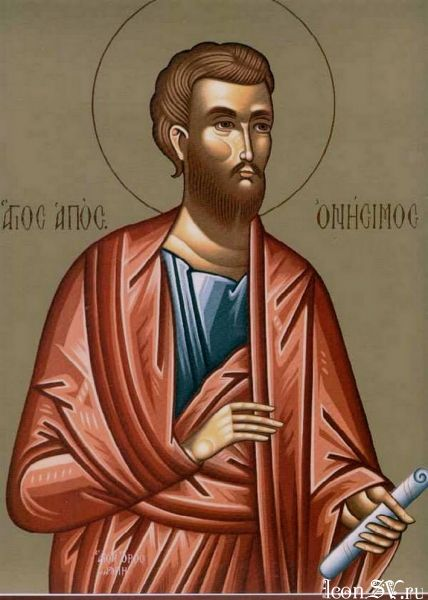
Onezimusz – Ikon

Pál levele Filemonhoz, más néven A Filemonhoz írt levél az Újszövetség 18. könyve.
Tartalmi és stilisztikai szempontból az efezusi és a kolosszei levéllel sorolható egy csoportba; Pál megnevezett társai ugyanazok, és ugyanazt a küldetést bízza Onézimoszra és Tichikuszra. A levelet Pál i. sz. 57-62 körül írta, miközben Caesarea Maritimában (korábbi dátum), vagy valószínűleg Rómában (későbbi dátum), börtönben volt.
A saját kezűleg írt levél valószínűleg a kolosszei levéllel egy időben kelt. Pál visszaküldi az általa megtérített kolosszei Filemonhoz annak szökött rabszolgáját, Onezimuszt, akit időközben szintén megtérített, és arra kéri, hogy fogadja házába, de már nem mint szolgát, hanem mint testvért.